# Helsingør Lille Skole
Helsingør Lille Skole er en fri grundskole i Helsingør. 
Skolen blev grundlagt i august 1962 af en række forældre, der ønskede et anderledes skoletilbud inspireret af pædagogerne A.S. Neill og Henrik Sidenius. Grundstammen udgjordes af børn og forældre i den nyopførte bebyggelse Romerhusene i Helsingør, hvor undervisningen de første måneder blev gennemført med eleverne fordelt i 3 private hjem .
Skolen rykkede i december 1962 med ca. 35 elever ind i de nuværende bygninger, en tidligere pension "Borrevold" på Fredericiavej. 